# Grand Prix-wegrace van Zweden 1983
De Grand Prix-wegrace van Zweden 1983 was de tiende Grand Prix van het wereldkampioenschap wegrace-seizoen 1983. De races werden verreden op 6 en 7 augustus 1983 op de Scandinavian Raceway nabij Anderstorp (Jönköpings län). Tijdens deze Grand Prix werd de wereldtitel in de zijspanklasse beslist. De 250cc-klasse reed haar laatste race van dit seizoen.

## Algemeen
Zoals altijd werd de Zweedse Grand Prix over twee dagen uitgesmeerd, hoewel er slechts vier klassen aan de start kwamen. De 250cc-klasse reed al op zaterdag maar werd matig door het publiek bezocht, want men was niet bereid twee keer in de beurs te tasten voor een dergelijk beknopt programma.

## 500cc-klasse
Met slechts twee punten verschil in de totaalstand tussen Freddie Spencer en Kenny Roberts was de spanning in de 500cc-klasse al voor de start te snijden. Dit keer startte Roberts beter dan in de meeste andere races: hij was als vierde weg achter Spencer, Marco Lucchinelli en Ron Haslam, maar voor de eerste bocht lag hij al op de tweede plaats. Vijf ronden lang volgde Roberts Spencer, terwijl er al een gat ontstond met de groep Lucchinelli, Haslam, Marc Fontan, Takazumi Katayama, Raymond Roche, Toni Mang en Boet van Dulmen (nu eindelijk op een echte fabrieks-Suzuki). Na de vijfde ronde nam Roberts de leiding, maar hij kon nooit meer dan 1½ seconde afstand nemen van Spencer. Vijf ronden voor het einde begon Spencer te zoeken naar een plek om Roberts in te halen, maar die maakte geen fouten en liet daar geen ruimte voor. Dat dwong Spencer in de laatste ronde tot een soort kamikaze-actie. Aan het einde van de oude startbaan probeerde hij Roberts uit te remmen, waarbij Roberts het gras in moest om een aanrijding te vermijden. Spencer zelf kwam ook naast de baan terecht, maar kon eerder het asfalt weer op en won de race. 

### Uitslag 500cc-klasse
| Pos | Coureur             | Merk              | Tijd        | Grid        | Punten |
| --- | ------------------- | ----------------- | ----------- | ----------- | ------ |
| 1   | Freddie Spencer     | HRC-Honda         | 49"17'53    | 1           | 15     |
| 2   | Kenny Roberts       | Marlboro-Yamaha   | 49"17'69    | 2           | 12     |
| 3   | Takazumi Katayama   | HRC-Honda         | 49"52'23    | 3           | 10     |
| 4   | Marc Fontan         | Sonauto-Yamaha    |             | 5           | 8      |
| 5   | Eddie Lawson        | Marlboro-Yamaha   |             | 9           | 6      |
| 6   | Marco Lucchinelli   | HRC-Honda         |             | 8           | 5      |
| 7   | Randy Mamola        | HB-Suzuki         |             | 4           | 4      |
| 8   | Raymond Roche       | Honda             |             |             | 3      |
| 9   | Ron Haslam          | HRC-Honda         |             | 7           | 2      |
| 10  | Toni Mang           | HB-Suzuki         |             | 6           | 1      |
| 11  | Keith Huewen        | Suzuki            |             |             |        |
| 12  | Boet van Dulmen     | HB-Suzuki         |             | 14          |        |
| 13  | Steve Parrish       | Yamaha            |             |             |        |
| 14  | Chris Guy           | Suzuki            |             |             |        |
| 15  | Loris Reggiani      | HB-Gallina-Suzuki |             |             |        |
| 16  | Peter Sjöström      | Suzuki            |             |             |        |
| 17  | Wolfgang von Muralt | Suzuki            |             |             |        |
| 18  | Leandro Beccheroni  | Suzuki            |             |             |        |
| 19  | Philippe Coulon     | Suzuki            |             |             |        |
| 20  | Didier de Radiguès  | Honda             |             |             |        |
| 21  | Peter Skold         | Suzuki            |             |             |        |
| 22  | Lars Johansson      | Suzuki            |             |             |        |
| 23  | Ake Grahn           | Yamaha            |             |             |        |
| 24  | Steve Williams      | Yamaha            |             |             |        |
| 25  | Esko Kuparinen      | Suzuki            |             |             |        |
| 26  | Timo Pohjola        | Yamaha            |             |             |        |
| 27  | Kjeld Sorensen      | Suzuki            |             |             |        |
| 28  | Alf Graarud         | Yamaha            |             |             |        |
| 29  | Borge Nielsen       | Suzuki            |             |             |        |
| 30  | Jan-Olof Odeholm    | Suzuki            |             |             |        |
| DNF | Barry Sheene        | Suzuki            |             | 10          |        |
| DNF | Bent Slydal         | Suzuki            |             |             |        |
| DNQ | Franco Uncini       | HB-Gallina-Suzuki | Blessure    | Blessure    |        |
| DNQ | Sergio Pellandini   | HB-Gallina-Suzuki | Blessure    | Blessure    |        |
| DNQ | Virginio Ferrari    | Cagiva            |             |             |        |
| DNQ | Stuart Avant        | Suzuki            |             |             |        |
| DNQ | Maurizio Massimiani | Honda             |             |             |        |
| DNQ | Fabio Biliotti      | Honda             |             |             |        |
| DNQ | Eero Hyvärinen      | Suzuki            |             |             |        |
| DNS | Jack Middelburg     | Honda             | Blessure 31 | Blessure 31 |        |

### Top tien tussenstand 500cc-klasse
| Pos. | Coureur           | Merk              | Ptn. |
| ---- | ----------------- | ----------------- | ---- |
| 1    | Freddie Spencer   | HRC-Honda         | 132  |
| 2    | Kenny Roberts     | Marlboro-Yamaha   | 127  |
| 3    | Randy Mamola      | HB-Suzuki         | 84   |
| 4    | Takazumi Katayama | HRC-Honda         | 77   |
| 5    | Eddie Lawson      | Marlboro-Yamaha   | 68   |
| 6    | Marc Fontan       | Sonauto-Yamaha    | 57   |
| 7    | Marco Lucchinelli | HRC-Honda         | 40   |
| 8    | Franco Uncini     | HB-Gallina-Suzuki | 30   |
| 9    | Ron Haslam        | HRC-Honda         | 29   |
| 10   | Raymond Roche     | Honda             | 20   |

## 250cc-klasse
Al het hele seizoen was de 250cc-klasse de spannendste geweest, met kopgroepen van soms wel tien man. De regen in Zweden scheidde echter het kaf van het koren. Tien ronden lang leidde Hervé Guilleux, mede omdat regenrijder Christian Sarron nogal slecht gestart was. Toen Sarron eenmaal langszij kwam probeerde Guilleux niet lang te volgen. Hij stelde zich tevreden met de tweede plaats. Om de derde plaats was er een leuk gevecht tussen Tony Head, Alan Carter, Jean-Michel Mattioli en Carlos Lavado, dat de laatste in zijn voordeel besliste. Dit was de laatste race van Jean-Louis Tournadre, die als regerend wereldkampioen geen enkel punt had gescoord en teleurgesteld besloot zijn carrière te beëindigen.

### Uitslag 250cc-klasse
| Pos | Coureur                | Merk              | Tijd     | Grid | Punten |
| --- | ---------------------- | ----------------- | -------- | ---- | ------ |
| 1   | Christian Sarron       | Sonauto-Yamaha    | 48"10'44 | 2    | 15     |
| 2   | Hervé Guilleux         | Kawasaki          | 48"16'75 |      | 12     |
| 3   | Carlos Lavado          | Venemotos-Yamaha  | 48"21'45 | 6    | 10     |
| 4   | Tony Head              | Armstrong-Rotax   |          |      | 8      |
| 5   | Alan Carter            | Yamaha            |          |      | 6      |
| 6   | Jean-Michel Mattioli   | Yamaha            |          |      | 5      |
| 7   | Jean-Louis Guignabodet | Yamaha            |          | 3    | 4      |
| 8   | Didier de Radiguès     | Chevallier-Yamaha |          | 1    | 3      |
| 9   | Jacques Bolle          | Pernod            |          |      | 2      |
| 10  | Martin Wimmer          | Mitsui-Yamaha     |          |      | 1      |
| 11  | Eilert Lundstedt       | Yamaha            |          |      |        |
| 12  | Donnie McLeod          | Yamaha            |          | 5    |        |
| 13  | Thierry Espié          | Chevallier-Yamaha |          | 10   |        |
| 14  | Patrick Fernandez      | Yamaha            |          | 4    |        |
| 15  | Iván Palazzese         | Venemotos-Yamaha  |          |      |        |
| 16  | Reinhold Roth          | Fath-Yamaha       |          |      |        |
| 17  | Harald Eckl            | Yamaha            |          | 8    |        |
| 18  | Jacques Cornu          | Hostettler-Yamaha |          | 7    |        |
| 19  | Stéphane Mertens       | Yamaha            |          |      |        |
| 20  | Micke Melander         | Yamaha            |          |      |        |
| 21  | Alan Labrosse          | Yamaha            |          |      |        |
| 22  | Edwin Weibel           | Yamaha            |          |      |        |
| 23  | Anders Skov            | Yamaha            |          |      |        |
| DNF | Thierry Rapicault      | Sonauto-Yamaha    |          |      |        |
| DNF | Bruno Lüscher          | Yamaha            |          |      |        |
| DNF | Guy Bertin             | MBA               |          |      |        |
| DNF | Roland Freymond        | Armstrong-Rotax   |          |      |        |
| DNF | Carlos Cardús          | JJ Cobas-Rotax    |          |      |        |
| DNF | Bernard Fau            | Yamaha            |          |      |        |
| DNF | Jean-Louis Tournadre   | Sonauto-Yamaha    |          | 9    |        |
| DNF | René Delaby            | Armstrong-Rotax   |          |      |        |
| DNF | Eric Saul              | Yamaha            |          |      |        |
| DNF | Bengt Elgh             | Yamaha            |          |      |        |
| DNF | Leif Nielsen           | Rotax             |          |      |        |
| DNF | Svend Andersson        | Yamaha            |          |      |        |
| DNQ | Manfred Herweh         | Real-Rotax        | Blessure |      |        |
| DNQ | Jean-Marc Toffolo      | Morena-Rotax      |          |      |        |
| DNQ | Christian Estrosi      | Pernod            |          |      |        |
| DNQ | Massimo Matteoni       | Yamaha            |          |      |        |
| DNQ | Graeme McGregor        | EMC-Rotax         |          |      |        |
| DNQ | Alan North             | Yamaha            |          |      |        |
| DNQ | Siegfried Minich       | Rotax             |          |      |        |
| DNQ | Peter Looijesteijn     | Waddon-Rotax      |          |      |        |
| DNQ | Paolo Ferretti         | Rotax             |          |      |        |

### Top tien eindstand 250cc-klasse
| Pos. | Coureur                        | Merk              | Ptn. |
| ---- | ------------------------------ | ----------------- | ---- |
| 1    | Carlos Lavado (wereldkampioen) | Venemotos-Yamaha  | 100  |
| 2    | Christian Sarron               | Sonauto-Yamaha    | 73   |
| 3    | Didier de Radiguès             | Chevallier-Yamaha | 68   |
| 4    | Hervé Guilleux                 | Kawasaki          | 63   |
| 5    | Thierry Espié                  | Chevallier-Yamaha | 55   |
| 6    | Martin Wimmer                  | Mitsui-Yamaha     | 45   |
| 7    | Manfred Herweh                 | Real-Rotax        | 40   |
| 8    | Jean-François Baldé            | Chevallier-Yamaha | 32   |
| 9    | Jacques Cornu                  | Hostettler-Yamaha | 32   |
| 10   | Jacques Bolle                  | Yamaha / Pernod   | 26   |

## 125cc-klasse
De 250cc-race - normaal de spannendste van een GP - was nogal saai verlopen, maar doordat Eugenio Lazzarini en Ángel Nieto niet startten kon de 125cc-race die rol overnemen. Hier ontstond een kopgroep met Hans Müller, Ricardo Tormo, August Auinger, Maurizio Vitali en Johnny Wickström, die zelfs nog groter werd toen ook Fausto Gresini, Pier Paolo Bianchi, Willy Pérez, Pierluigi Aldrovandi en ten slotte Bruno Kneubühler aansloten. De posities wisselden voortdurend, maar uiteindelijk gaf de routine van de 38-jarige Kneubühler de doorslag: hij won voor Gresini en Auinger en was daardoor al bijna zeker van een tweede plaats in de eindrangschikking. 

### Uitslag 125cc-klasse
| Pos | Coureur                | Merk      | Tijd     | Grid | Punten |
| --- | ---------------------- | --------- | -------- | ---- | ------ |
| 1   | Bruno Kneubühler       | MBA       | 41"55'73 | 3    | 15     |
| 2   | Fausto Gresini         | Garelli   | 41"56'58 |      | 12     |
| 3   | August Auinger         | MBA       | 41"56'87 | 6    | 10     |
| 4   | Johnny Wickström       | MBA       |          | 7    | 8      |
| 5   | Ricardo Tormo          | MBA       |          | 1    | 6      |
| 6   | Hans Müller            | Seel-MBA  |          | 4    | 5      |
| 7   | Pier Paolo Bianchi     | Sanvenero |          | 5    | 4      |
| 8   | Pierluigi Aldrovandi   | MBA       |          |      | 3      |
| 9   | Willy Pérez            | MBA       |          | 8    | 2      |
| 10  | Maurizio Vitali        | MBA       |          |      | 1      |
| 11  | Henk van Kessel        | MBA       |          | 14   |        |
| 12  | Gerhard Waibel         | Seel-MBA  |          |      |        |
| 13  | Erich Klein            | MBA       |          |      |        |
| 14  | Juusi Hautanami        | Yamaha    |          |      |        |
| 15  | Anton Straver          | MBA       |          | 11   |        |
| 16  | Helmut Lichtenburg     | MBA       |          |      |        |
| 17  | Jikka Jaakkola         | MBA       |          |      |        |
| 18  | Bady Hassaine          | MBA       |          |      |        |
| 19  | Jan Backström          | MBA       |          |      |        |
| 20  | Håkon Olsson           | Starol    |          |      |        |
| 21  | Lucio Pietroniro       | MBA       |          | 10   |        |
| 22  | Per-Edvard Carlsson    | MBA       |          |      |        |
| 23  | Henrik Rasmussen       | MBA       |          |      |        |
| 24  | Peter Karlsson         | MBA       |          |      |        |
| 25  | Boy van Erp            | MBA       |          | 16   |        |
| 26  | Peter Sommer           | MBA       |          |      |        |
| DNF | Jean-Claude Selini     | MBA       |          | 2    |        |
| DNF | Stefano Caracchi       | MBA       |          |      |        |
| DNF | Hugo Vignetti          | MBA       |          |      |        |
| DNF | Jacky Hutteau          | MBA       |          | 9    |        |
| DNF | Olivier Liégeois       | Sanvenero |          |      |        |
| DNF | Paul Bordes            | MBA       |          |      |        |
| DNF | Esa Kytola             | MBA       |          |      |        |
| DNQ | Ángel Nieto            | Garelli   |          |      |        |
| DNQ | Eugenio Lazzarini      | Garelli   | Blessure |      |        |
| DNQ | Thomas Møller-Pedersen | MBA       |          |      |        |
| DNQ | Chris Baert            | MBA       |          |      |        |
| DNQ | Willem Heykoop         | Sanvenero |          | 40   |        |

### Top tien tussenstand 125cc-klasse
| Pos. | Coureur                      | Merk        | Ptn. |
| ---- | ---------------------------- | ----------- | ---- |
| 1    | Ángel Nieto (wereldkampioen) | Garelli     | 102  |
| 2    | Bruno Kneubühler             | MBA         | 76   |
| 3    | Eugenio Lazzarini            | Garelli     | 67   |
| 4    | Ricardo Tormo                | MBA         | 52   |
| 5    | Maurizio Vitali              | MBA         | 44   |
| 6    | Johnny Wickström             | MBA         | 42   |
| 7    | Fausto Gresini               | MBA/Garelli | 37   |
| 8    | Pier Paolo Bianchi           | Sanvenero   | 34   |
| 9    | Hans Müller                  | Seel-MBA    | 31   |
| 10   | August Auinger               | MBA         | 22   |

## Zijspannen
Rolf Biland startte het snelst in Zweden, maar Egbert Streuer miste de aansluiting omdat hij drie ronden nodig had om Werner Schwärzel te passeren. Daarmee was ook meteen de spanning uit de race, want Streuer besefte dat Biland achtervolgen geen zin had omdat die nog steeds niet op volle snelheid reed. Streuer kon op zijn gemak tweede worden, bijna een halve minuut vóór Schwärzel. Rolf Biland en Kurt Waltisperg stelden met hun overwinning hun tweede gezamenlijke wereldtitel veilig. 

### Uitslag zijspannen
| Pos | Coureur          | Bakkenist          | Merk                  | Tijd       | Grid    | Punten |
| --- | ---------------- | ------------------ | --------------------- | ---------- | ------- | ------ |
| 1   | Rolf Biland      | Kurt Waltisperg    | Krauser-LCR-Yamaha    | 39"40'50   | 1       | 15     |
| 2   | Egbert Streuer   | Bernard Schnieders | LCR-Yamaha            | 40"02'56   | 3       | 12     |
| 3   | Werner Schwärzel | Andreas Huber      | Krauser-Seymaz-Yamaha | 40"27'16   | 5       | 10     |
| 4   | Derek Jones      | Brian Ayres        | LCR-Yamaha            |            | 4       | 8      |
| 5   | Alain Michel     | Claude Monchaud    | Krauser-LCR-Yamaha    |            | 2       | 6      |
| 6   | Frank Wrathall   | Phil Spendlove     | Seymaz-Yamaha         |            | 9       | 5      |
| 7   | Masato Kumano    | Kunio Takeshima    | LCR-Yamaha            |            | 6       | 4      |
| 8   | Hein van Drie    | William van Dis    | LCR-Yamaha            |            | 7       | 3      |
| 9   | Alfred Zurbrügg  | Martin Zurbrügg    | Seymaz-Yamaha         |            | 8       | 2      |
| 10  | Hans Hügli       | Karl Paul          | Seymaz-Yamaha         |            |         | 1      |
| 11  | Wolfgang Stropek | Hans-Peter Demling | LCR-Yamaha            |            |         |        |
| 12  | Jos Modder       | Erik De Groot      | LCR-Yamaha            |            | 20      |        |
| 13  | Mick Barton      | Simon Birchall     | Windle-Yamaha         |            |         |        |
| 14  | Steve Webster    | Tony Hewitt        | Yamaha                |            | 10      |        |
| 15  | Markus Egloff    | Urs Egloff         | Onbekend              |            |         |        |
| DNF | Theo van Kempen  | Geral de Haas      | LCR-Yamaha            | Stroomlijn | 13      |        |
| DNF | Göte Brodin      | Billy Gällros      | Onbekend              | Ongeval    | Ongeval |        |

### Top tien tussenstand zijspanklasse
| Pos. | Coureur                      | Bakkenist                         | Merk                  | Ptn. |
| ---- | ---------------------------- | --------------------------------- | --------------------- | ---- |
| 1    | Rolf Biland (wereldkampioen) | Kurt Waltisperg (wereldkampioen)  | Krauser-LCR-Yamaha    | 83   |
| 2    | Egbert Streuer               | Bernard Schnieders                | LCR-Yamaha            | 64   |
| 3    | Werner Schwärzel             | Andreas Huber                     | Krauser-Seymaz-Yamaha | 57   |
| 4    | Alain Michel                 | Claude Monchaud                   | Krauser-LCR-Yamaha    | 45   |
| 5    | Masato Kumano                | Kunio Takeshima                   | LCR-Yamaha            | 34   |
| 6    | Derek Jones                  | Brian Ayres                       | LCR-Yamaha            | 28   |
| 7    | Trevor Ireson                | Ashley Wooller en Donnie Williams | Ireson-Yamaha         | 20   |
| 8    | Frank Wrathall               | Phil Spendlove                    | Seymaz-Yamaha         | 19   |
| 9    | Theo van Kempen              | Geral de Haas                     | LCR-Yamaha            | 16   |
| 10   | Alfred Zurbrügg              | Martin Zurbrügg                   | Seymaz-Yamaha         | 15   |

1930 · 1931 · 1932 · 1933 · 1934 · 1935 · 1936 · 1937 · 1939 · 1949 · 1950 · 1951 · 1952 · 1953 · 1954 · 1955 · 1956 · 1957 · 1958 · 1959 · 1961 · 1970 · 1971 · 1972 · 1973 · 1974 · 1975 · 1976 · 1977 · 1978 · 1979 · 1981 · 1982 · 1983 · 1984 · 1985 · 1986 · 1987 · 1988 · 1989 · 1990